# الإسلام في سوريا

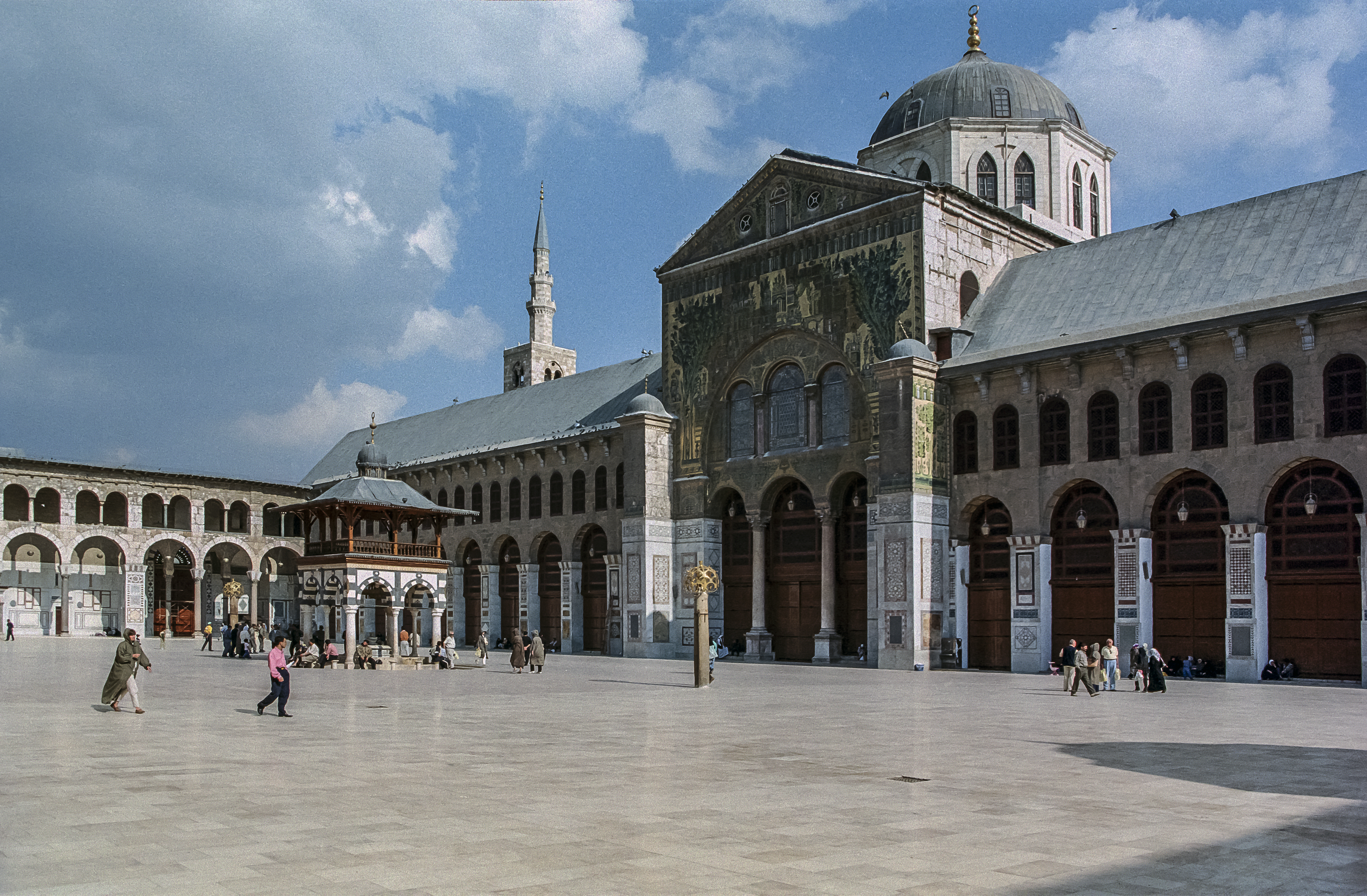
الجامع الأموي الكبير في دمشق.

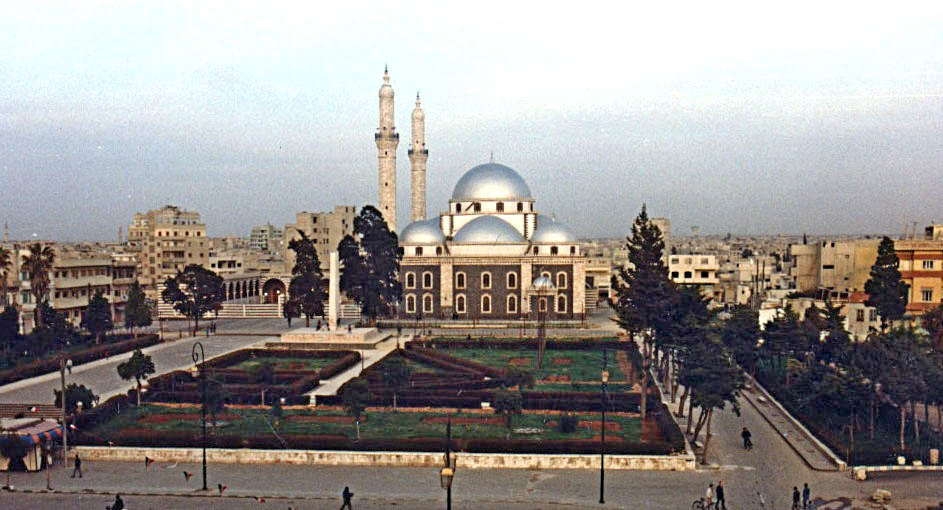
جامع خالد بن الوليد في حمص.

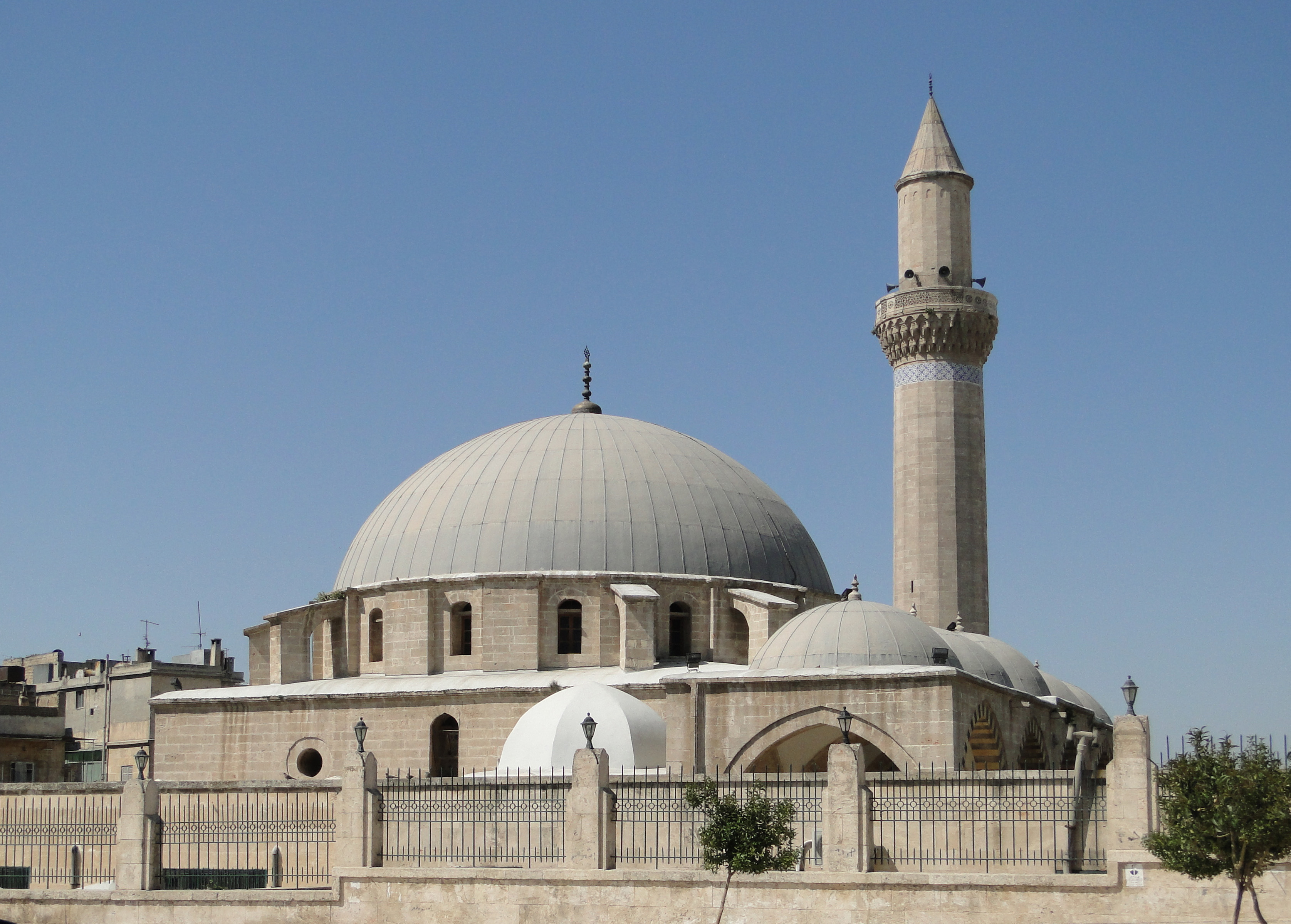
مسجد خسرو باشا في حلب.

يعتبر الإسلام في سوريا أكبر أديان البلاد وأوسعها انتشارًا، ويتألف من الأغلبية السنية (بين 70 - 80%) وأقليات من الطوائف الأخرى كالشيعة، والدروز بالإضافة إلى العلويين والإسماعيلية. وإلى جانب الإسلام تنشتر في سوريا المسيحية وتبلغ نسبة معتنقيها باختلاف الإحصاءات بين (5 - 12%) وكانت البلاد تضم عشرات الآلاف من اليهود، إلا أنّ أعدادهم قد تناقصت بشكل كبير، خلال النصف الثاني للقرن العشرين. المذهب الأوسع انتشارًا في البلاد هو المذهب الحنفي، مع تواجد بضع جيوب للمذاهب الأخرى، كما تنتشر في سوريا الصوفية، خصوصًا الطريقة النقشبندية.

## التاريخ

### بدايات الإسلام
دخل الإسلام إلى سوريا في عهد عمر بن الخطاب عام 636، وكان قادة جيوش الفتح حينها خالد بن الوليد الذي فتح دمشق وأبو عبيدة بن الجراح الذي فتح حمص وحماه وشيزر ومعرة النعمان وأفاميا واللاذقية وطرطوس وبانياس ثم حلب وأنطاكية، وجميع هذه المدن فتحت سلمًا دون قتال، وهو إن حصل في بعض المواقع فلم يتعدى مناوشات خفيفة. وقد منح السوريون الأمان على نفوسهم وأملاكهم وحريتهم الدينية، وقد كان عهد الأمان الذي منح لدمشق مثالاً عن العهود التي منحت لاحقًا لسائر المدن:
| الإسلام في سوريا | هذا ما أعطى خالد بن الوليد أهل دمشق، إذا دخل أعطاهم أمانًا على أنفسهم وأموالهم وكنائسهم، وسور مدينتهم لا يهدم ولا يسكن شيء من دورهم، لهم بذلك عهد الله وذمة رسوله والخلفاء والمؤمنين، لا يعرض لهم إلا بالخير، إذا أعطوا الجزية. | الإسلام في سوريا |

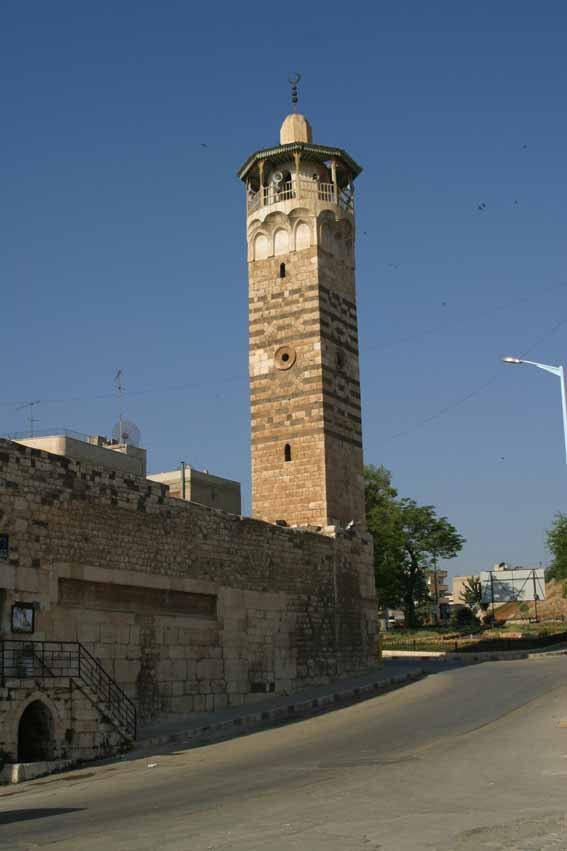
الجامع النوري في حماه.

كان عدد سكان سوريا عن الفتح حوالي 3,5 مليون نسمة، وقد فتحت البلاد بسرعة وبعدد قليل من الجنود إذ لم يتجاوز عدد جيش الخلفاء الراشدين 25,000 جندي في البلاد، وبرر عدد من المؤرخين ذلك برغبة السكان رفع مظالم الإمبراطورية البيزنطية، والسعي للتخلص منها، وربما تلقيب المسيحيين لعمر بالفاروق، لأنه رفع مظالم البيزنطيين دليلاً ساطعًا على ذلك. هناك بضعة استثناءات للفتح السلمي كما حصل في قرقيسيا على نهر الخابور، إذ حاصرها جيش الفتح بقيادة عياض بن الغنم، ثم استطاع الجيش فتح ثغرة في جدارها، وعندما دخلوها قتلوا عددًا كبيرًا من المقاتلين واستولوا على ما فيها من أموال، ولم يعيدوا ممتلكات ما أخذوه من السكان إلا في حال إسلامهم، وقد برر سبب ذلك بمناصرة أهل قرقيسيا خلافًا لسائر المدن للإمبراطور هرقل خلال حصار حمص.
أخذ الإسلام في طوره الأول، ينتشر في المدن الكبرى؛ وكان حمص أولى وأسرع المدن انتشارًا للإسلام فيها، في حين ظلّت الأرياف ذات غالبية مسيحية حتى نهاية العهد الأموي وكذلك أغلب قبائل البلاد حتى القرن العاشر. وخلال الحرب الأهلية الأولى في الإسلام، كانت دمشق والرقة من أنصار معاوية بن أبي سفيان أما حمص ومدن الجزيرة الفراتية من أنصار علي بن أبي طالب، ويذكر في هذا الصدد المعارك المستمرة التي وقعت بين والي نصيبين شبيب بن عامر وصاحب الرقة الموالي لمعاوية سماك بن مخزمة الأسدي، وقد أرسل معاوية عدة حملات عسكرية لإخضاع الجزيرة إلا أنه فشل. غير أنه استطاع كسب حمص وعددًا من المدن القريبة منها عسكريًا وعندما انتشبت المعارك الأخيرة بين الطرفين جرت موقعة صفين قبالة الرقة السورية على نهر الفرات؛ يذكر أن «قميص عثمان» الملطلخ بدمه وشعر لحيته وأصابع يد زوجته نائلة بنت الفرافصة التي قطعت وهي تحاول أن تحميه قد عرضت على منابر دمشق، بأمر من معاوية عامًا كاملاً لاستثارة حمية الدمشقيين نصرة لمعاوية.

### العهدين الأموي والعباسي

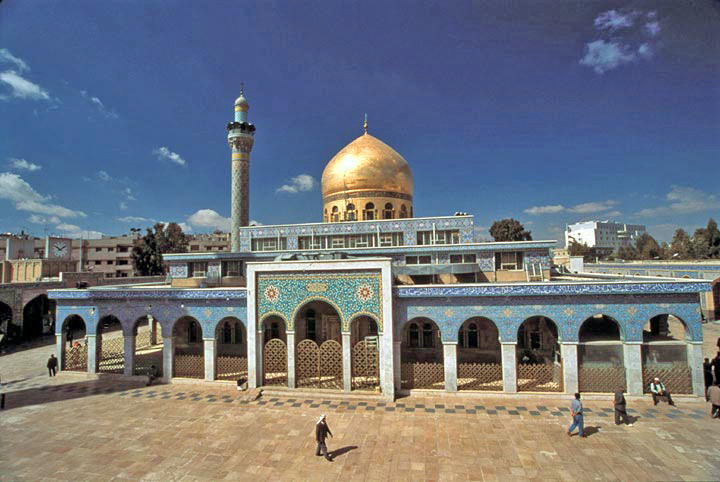
جامع الست زينب في دمشق.

كانت دمشق عاصمة الدولة الأموية التي امتدت حدودها من الأندلس حتى أفغانستان، وخلال العهد الأموي ازدهرت دمشق وعظم شأن عمرانها وشيدت فيها مساجد بارزة كالجامع الأموي وجامع خالد بن الوليد في حمص، ولا تزال بعض المساجد في سوريا كالمسجد العمري في درعا والمسجد العمري في بصرى الشام تعود للحقبة الراشدية، ويتميز المسجد العمري في درعا بمئذنته المربعة الشكل. وقد سكن سوريا عدد كبير من الصحابة وآل البيت والتابعين وتوفوا ودفنوا فيها، ولا تزال مقاماتهم ماثلة حتى اليوم في شتى أنحاء البلاد، وعمومًا فإن العهد الأموي كان عهد خير على البلاد فازدهرت الأوضاع الاقتصادية وشيدت القصور والمكتبات والمساجد والحمامات. غير أن الاقتتالات القبلية التي كانت تثار بين القيسية واليمانية في دمشق وحمص وغيرهما من المدن، أبرز مساوئ العهد الأموي، وهو ما أدى إلى ضعف الدولة وتزعزع قواها وتسارع خطواتها نحو الأفول خلال القرن الثامن حتى توالى ثلاث خلفاء في عام واحد، وهولتنبت ما سهّل مهمة العباسيين الذين أسسوا دولتهم على أنقاض الخلافة الأموية عام 750 ونقلوا عاصمة الدولة إلى بغداد بعد أن دمروا دمشق خلال دخولهم لها.

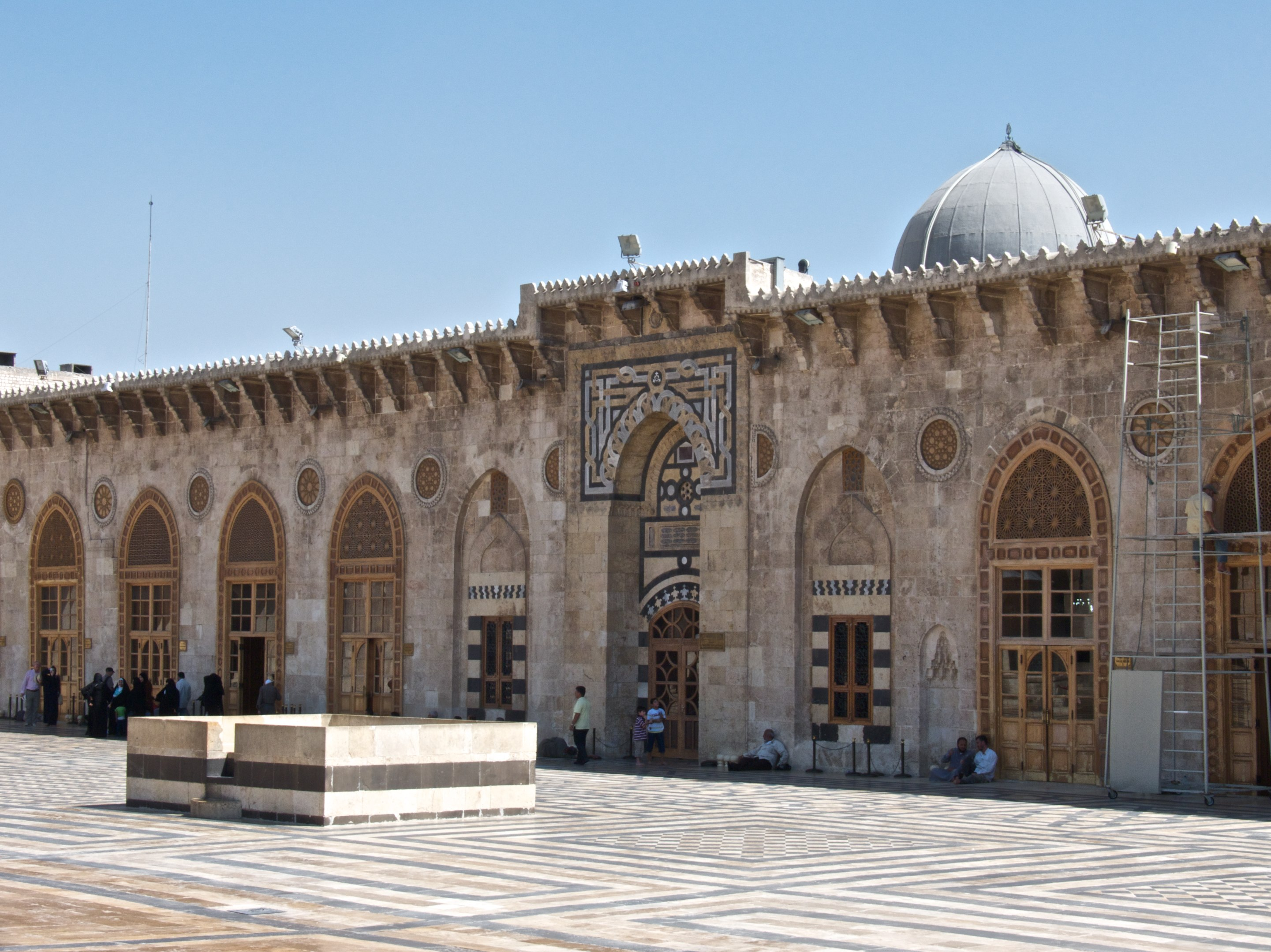
الجامع الأموي في حلب.

أما العصر العباسي فقد كانت له عدة ميزات في سوريا، منها قيام الدولة الحمدانية التي اتخذت من العلوية مذهبًا لها وحلب عاصمة، وبعد زوال الدولة أخذ معتنقوا المذهب العلوي يتجهون نحو جبال الساحل السوري وشمال لبنان حاليًا بحيث أصبحت مناطق ذات غالبية علوية؛ ونشوء الطائفة الإسماعيلية أو «القرامطة» الذين قاوموا الصليبيين والزنكيين والأيوبيين على حد سواء، واستطاعوا تأسيس إمارات مستقلة ومناطق حكم ذاتي لم تقو السلطات المركزية على قمعها في مصياف وغيرها من المناطق؛ فضلاً عن دخول البلاد قسطًا من الزمن في حدود الخلافة الفاطمية التي حاولت نشر التشيع في المنطقة خاصة في دمشق، غير أن نجاحاتها ظلت محدودة في هذا الصدد. وعندما جاء السلاجقة وراثين للدولة الفاطمية في الشام، سعوا بكل قواهم للقضاء على أي ميل للتشيّع في المنطقة، وهو ما قاد لحملة اضطهاد ضد الأقليات الإسلامية عمومًا ورسخ التنابذ الطائفي. خلال العهد السلجوقي أيضًا أخذت قبائل الكردية بالنزوح والسكن في شمال الجزيرة السورية وهو ما أدى إلى تغير في تركيبتها السكانية وتدهور الأوضاع الاقتصادية واندلاع الاقتتالات القبلية بين العرب والأكراد، كذلك فإن الدروز أخذوا يستقرون في جبل العرب الذي غدا معقلاً تاريخيًا لهم خلال تلك الفترة.
ولعلّ من أبرز فقهاء تلك الفترة السوريين يذكر أبو عبد الله محمد بن علي الفقيه الشافعي الملقب «بابن المتفننة» وقد ذكره ياقوت الحموي، وعبد الوهاب بن علي التغلبي أحد الأئمة المالكية الذين تولوا القضاء في عاصمة الخلافة بغداد «لذيوع صيته» وقيل «لم تر المالكية أفقه منه» كما ذكر ابن خالكان، وأبو عبد الله بن نصر الكعبي الجهني الذي لقب «تاج الإسلام ومجد الدين» وهو أحد فقهاء الشافعية، وأبو الحسن علي بن محمد الرحبي الذي اشتهر بدراسة الحديث ومصاحبته الصوفية وقد ذكره ياقوت الحموي أيضًا، إلى جانب إبراهيم القصار أحد كبار المتصوفة في بلاد الشام، وعنبسة بن اسحق والي الرقة الذي رفض أمر المأمون بالقول بخلق القرآن وسجن حتى مات في بغداد لرفضه أمر الخليفة، وعبد الله بن عمر الملقب «محدث الجزيرة ومفتيها» والذي كان من أشهر حفاظ الحديث «ولم يكن أحد ينازعه في الفتوى» كم قال محمد بن سعد، وقد توفي في خلافة هارون الرشيد، وعبد الملك بن عبد الحميد وفياض بن محمد وكلاهما من تلامذة ابن حنبل، فضلاً عن ابن تيمية الملقب «شيخ الإسلام» والذي ينسب إلى مؤلفاته أسس السلفية، رغم عدم انتشار شعبيتها في سوريا. ومن غير السنة برز من الفقهاء العلويين الحسين بن حمدان الحصني والمعروف باسم «شيخ البراق»، ومحمد بن جندن ومحمد الجنان الجنبلائي المتوفى عام 900.
في عام 1250 ورث المماليك حكم البلاد ثم أعادوا إحياء الخلافة العباسية في القاهرة بعد أن دخل هولاكو بغداد ودمرها عام 1258، واستطاع المماليك طرد الصليبيين وإيقاف تقدم المغول في معركة عين جالوت عام 1260، بعد أن دمرت وأحرقت مدن عديدة منها حلب ودمشق؛ وباستثناء دمشق لم يبد المماليك أي اهتمام بسوريا فحطّ شأنها وتناقص عدد سكانها إلى الثلث عما كان عليه الوضع قبل مجيئهم، وقد حاول المماليك القضاء على الأقليات الإسلامية في سوريا وفشلوا في ذلك رغم الاضطهادات التي وقعت ومنها حملة اللاذقية التي راح ضحيتها 20,000 شخص من العلويين، وفي المقابل عندما غزا تيمورلنك سوريا عام 1400 قتل الآلاف منهم 20,000 شخص في حلب وحدها وبنى برؤوسهم هرمًا، وفعل الأمر ذاته في دمشق وأحرق الجامع الأموي وقال أنه فعل ذلك انتقامًا لدم الحسين بن علي ونساءه وبناته اللواتي جئن بهن سبايا للشام، انطلاقًا من ذلك يمكن ملاحظة أن الاقتتالات الطائفية التي كانت تتم لم تحصل بين السوريين بعضهم بعضًا، بل قادها غير السوريين ويمكن استثناء فتوى ابن تيمية بتكفير غير السنة من ذلك.

### العهد العثماني

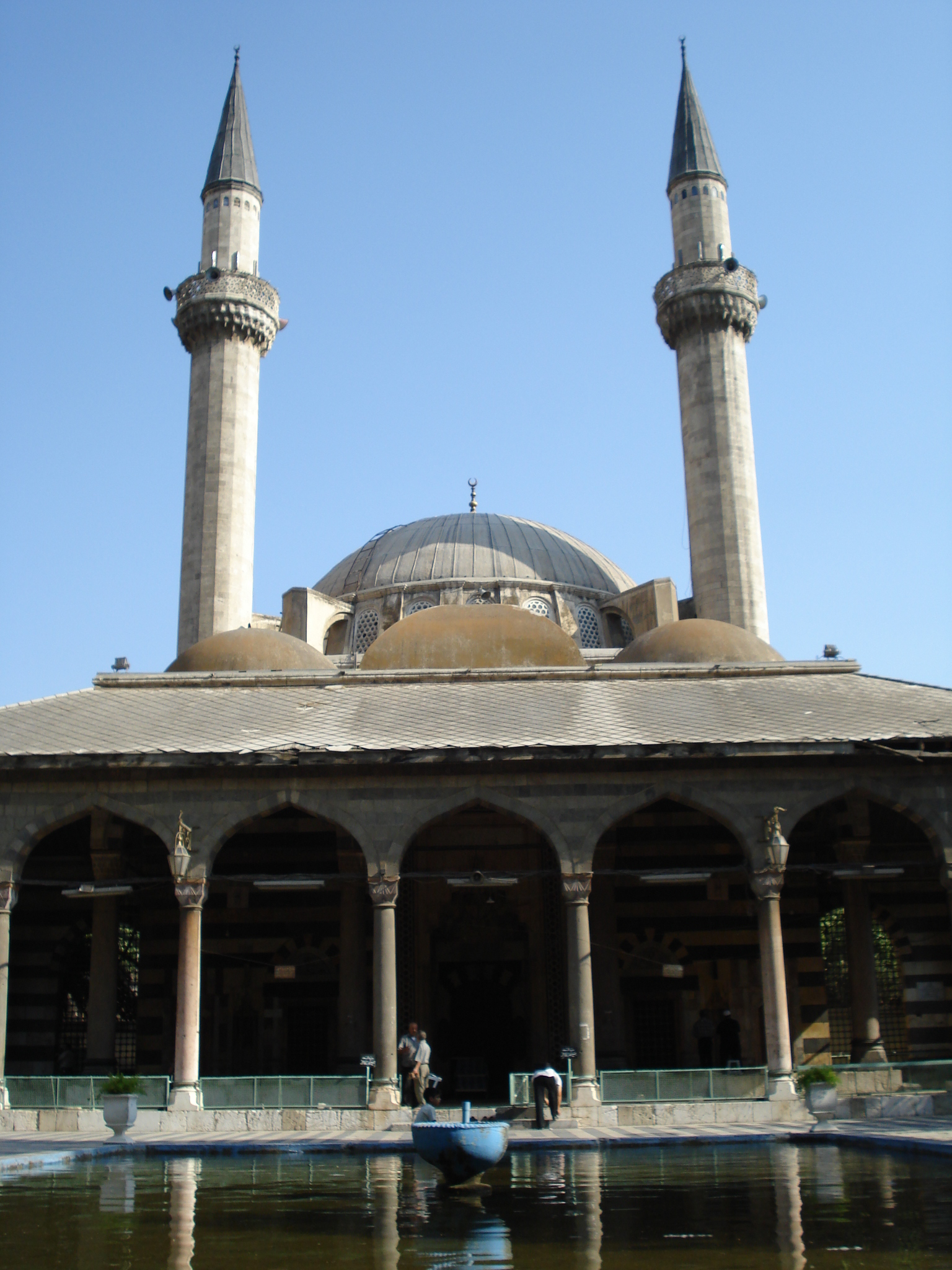
التكية السليمانية، في دمشق.

في 24 أغسطس 1516 انتصر العثمانيون في معركة مرج دابق على المماليك، وفتحت بنتيجة المعركة أبواب سوريا وبلاد الشام للدخول أمامهم، فدخل سليم الأول حلب ولقب بها للمرة الأولى «حامي الحرمين الشريفين»، وانتقل منها إلى حماه وحمص ثم دمشق ودخلها في 26 سبتمبر سلمًا، وكانت أولى أوامره ترميم الجامع الأموي وإنشاء التكية السليمانية لتكون أولى الشواهد على العمارة الدينية عند العثمانيين في سوريا. الدولة العثمانية ظلت حتى القرن التاسع عشر حين أخذت تتحول إلى دولة مدنية حديثة، كان تفرد للعلماء والفقهاء مكانة خاصة، إذ أعفوا من الضرائب وخصصت لهم رواتب من قبل السلطان مباشرة، كما قام العثمانيون بتوزيع ذرية النبي على مختلف المدن في الدولة، وكانت من حصة سوريا إسكان أفراد من الذرية في حلب ودمشق واللاذقية، ويعرفون حتى اليوم باسم «سلالة الأشراف» وكانوا أيام العثمانيين ينتظمون في «نقابة الأشراف» التي يرأسها ويمثلها أمام السلطان «نقيب» أشراف العاصمة. ويردّ عدد من المؤرخين سبب توزيع الأشراف على مدن الدولة، احتياطًا من جانب السلطة في تنامي نفوذهم ومن ثم مطالبتهم بالخلافة.
لم يبد العثمانيون اهتمامًا بأغلب المدن السورية، وهو ما أدى إلى انتشار الأمية وضعف التعليم ومع تراجع بروز الفقهاء ورجال الدين والمؤلفات الدينية، وبرز المسجد كالمؤسسة الوحيدة القادرة على منح الأولاد مبادئ القراءة والكتابة وحفظ القرآن وأوليات الحساب، حتى المدن الكبرى كحلب ودمشق إن كانت تمر عليها فترات من الاهتمام بنتيجة تعاقب ولاة مصلحين، فإنها كانت تتعرض لفترات أخرى من الإهمال والقصور. في عام 1860 وقعت اقتتالات طائفية بين المسلمين والمسيحيين في دمشق واللاذقية وعدد من المدن الأخرى قادمة من جبل لبنان، وقد لعب الوالي العثماني دورًا في تغذيتها بينما حاول أمراء مسلمون محليون من أمثال عبد القادر الجزائري حماية المسيحيين، ثم عيّن الباب العالي قاض خاص مخول بصلاحيات استثنائية، لتلافي آثارها. قبل ذلك كان الجيش والي طرابلس العثماني - وكان الساحل السوري حاليًا يقع ضمن ولايته - قد فرض حصارًا على مناطق العلويين في جبال الساحل عام 1811، وتكرر الأمر عام 1834 خلال حكم محمد علي باشا لبلاد الشام، وأخيرًا عام 1858 حين شنّ الجيش العثماني هجومًا على الإسماعيليين؛ كما اندلعت اقتتالات طائفية بين العلويين والإسماعيلين عام 1861، وبنتيجته أخذ الإسماعيليون بالهجرة من جبال الساحل نحو القدموس والسلمية التي غدت المنطقة الأولى لانتشار الطائفة في سوريا، وتتبع حاليًا محافظة حماه.
أواخر القرن التاسع عشر ومع إصلاحات إبراهيم باشا ثم الوالي العثماني مدحت باشا والبعثات الأجنبية ومدارسها التي انتشرت في بلاد الشام، ولدت نهضة ثقافية مميزة وبرز عدد من مجددي الدين، يوصفون اليوم بالليبراليين الإسلاميين، وقد امتدت هذه الحركة حتى القرن العشرين وكان أعلامها زكي الأرسوزي وعبد الرحمن الكواكبي وغيرهما، وتأسست جمعيات وطنية بعدها سري وبعضها علني طالبت بإصلاح الدولة العثمانية ثم طالبت صراحة بالاستقلال عنها. خلال هذه الفترة، كان العثمانيون قد خسروا أغلب أملاكهم في البلقان ووجهوا اهتمامهم نحو بلاد الشام، ويعود لهذه الفترة تشييد عدد من المباني والمعالم الهامة كساحة المرجة في دمشق ومسجدها، وجامع خالد بن الوليد، الذي يعتبر أبرز المعالم الدينية لختام العصر العثماني، فالجامع القديم أعيد بناؤه على أسس حديثة أواخر حكم السلطان عبد الحميد الثاني عام 1908.

### القرن العشرين

مسجد عمار بن ياسر في اللاذقية.

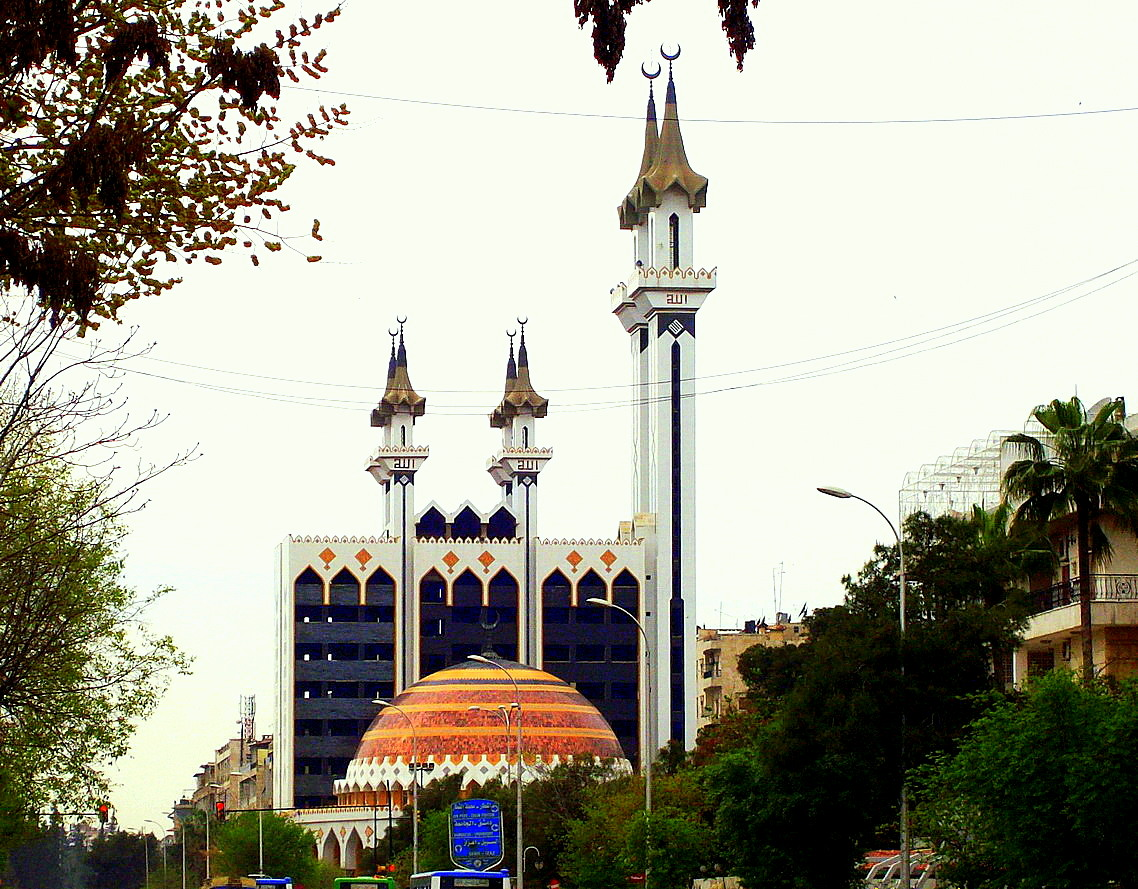
مسجد الرحمن في حلب.

أخيرًا خلال الحرب العالمية الأولى، وما رافقها من انتشار للمجاعة في البلاد، والاستبداد بقيادة جمال باشا الملقب «بالسفاح» فضلاً عن سياسة التجنيد الإجباري الصارمة، اختمرت أسباب الثورة على الدولة العثمانية والمطالبة بالاستقلال، وانضمت سوريا للثورة العربية الكبرى التي انطلقت من الحجاز في يونيو 1916، ونجحت الثورة بالتعاون مع الحلفاء في دحر العثمانيين في ديسمبر 1918، وبعد حكم وطني قصير عرف باسم «المملكة السورية العربية» ارتضى خلالها السوريون بجميع أطيافهم حكمًا مدنيًا دستوريًا نيابيًا ملكيًا، دخلت البلاد في ظل الانتداب الفرنسي الذي قسّم البلاد لخمس دويلات: دولة دمشق ودولة جبل الدروز ودولة جبل العلويين ودولة حلب ذات الطابع الكردي إضافة إلى لبنان الكبير ذو الطابع المسيحي، وقد صرّح هنري غورو في 20 أغسطس 1920 أنه من الهام للغاية تقسيم سوريا إلى أربع أو خمس دول على أسس طائفية وإثارة بعضها على البعض عند اللزوم، وأعاد التأكيد على نظريته عام 1923أمام مجلس الشيوخ الفرنسي. عام 1925 اندلعت الثورة السورية الكبرى وأفضت عام 1928 لولادة «الوحدة السورية» بين دمشق وحلب وانضمت لها لاحقًا اللاذقية والسويداء عام 1936.
أجريت انتخابات جمعية وطنية وضعت أول دستور جمهوري وثاني لدستور لسوريا، وقد نصّ الدستور على كون دين رئيس الجمهورية هو الإسلام، وحفظ قانون الأحوال الشخصية لكل طائفة من الطوائف. الجمعية الوطنية تألفت من 68 عضوًا، 51 منهم من السنّة و17 من سائر الأديان والطوائف، يذكر أن الانتخابات شملت أراضي دولتي دمشق وحلب وحدهما، دون المناطق ذات الغالبية العلوية والدرزية، التي لم تنضم إلى البلاد إلا بعد الإضراب الستيني عام 1936.
في العهد الجمهوري الأول، حاولت حكومة جميل مردم عام 1938 وبناءً على اقتراح المفوض الفرنسي السامي غابرييل بيو تمرير قانون للأحوال الشخصية يستند على القوانين الوضعية في أحوال الإرث والزواج والطلاق ويساوي بين السوريين، فاحتجّ مفتي البلاد وجمعية علماء دمشق، فانطلقت احتجاجات عام 1939 والتي قدمت استقالتها في 18 فبراير 1939، وتألفت وزارة جديدة برئاسة لطفي الحفار، اقترحت على المفوض الفرنسي سلسلة تعديلات، غير أن المفوض الفرنسي أوقف العمل بالقانون وأعاد إخضاع المسلمين لمجلة الأحكام العدلية والتي صدرت عام 1867 خلال عهد السلطان عبد العزيز الأول حتى عام 1949 حين وضع قانون للأحوال الشخصية مستوحى من الشريعة ومقتبس من القانونين الفرنسي والمصري، كما نظمت شؤون الطائفة الدرزية بقانون أحوال شخصية موافق لأحكامها.
شهدت البلاد خلال أواسط القرن العشرين، ميلاً نحو التحرر والتحديث، هناك دليلان ساطعان على ذلك، المؤرخ السوري عبد القادر عيّاش قال أن السفور بدلاً من الحجاب قد انتشر في مدينته دير الزور خلال تلك الفترة، والدليل الثاني نتائج الانتخابات النيابية المتعاقبة: في انتخابات العام 1949 فاز حزب الشعب الليبرالي المحافظ ومواليه بانتخابات مجلس النواب وحصد 63 مقعدًا من أصل 114 في حين حصل الإخوان المسلمون على 4 مقاعد فقط، الأمر ذاته في انتخابات العام 1953 حين حصدت حركة الليبراليين العرب على 72 مقعدًا من أصل 82، وإن جرت هذه الانتخابات في أجواء أقل ديمقراطية من سابقتها إذ كان الحكم العسكري بقيادة أديب الشيشكلي مطبقًا على البلاد وقد قاطعها الحزبان الكبيران: حزب الشعب والكتلة الوطنية. في انتخابات 1954 التي جرت بعد خلع الشيشكلي وعودة الأتاسي حاز حزب الشعب 30 مقعدًا وحزب البعث العربي الاشتراكي 22 مقعدًا والكتلة الوطنية 19 مقعدًا في حين حقق الإخوان المسلمون 4 مقاعد فقط من أصل 140، أما آخر انتخابات نيابية قبل وصول البعث إلى السلطة جرت عام 1961، حقق حزب الشعب 33 مقعدًا والكتلة الوطنية 21 مقعدًا وحزب البعث 20 مقعدًا في حين حقق الإخوان 10 مقاعد من أصل 170.

## الواقع
تنصّ المادة الثالثة من الدستور السوري الصادر في 13 مارس 1973 أن دين رئيس الجمهورية هو الإسلام، وتعتبر فقهه مصدرًا رئيسيًا من مصادر التشريع. أكبر المذاهب الدينية داخل الإسلام في سوريا هم أهل السنة ويعتبر المذهب السائد في البلاد هو المذهب الحنفي ويشكل أتباع هذا المذهب أكثر من 60% من سنة سوريا، ويعتبر المذهب الشافعي المذهب الثاني من حيث انتشاره ويوجد مناطق صغيرة كدوما ينتشر فيها المذهب الحنبلي، وهناك أيضًا نشاط ملحوظ للصوفية الإسلامية في البلاد وقد قدّر عدد الصوفيين في سوريا بمليون نسمة، ولعل أبرز رموزهم الشيخ أحمد كفتارو وهو المفتي السابق للجمهوريّة، وشيخ الطريقة النقشبندية التي تعتبر أوسع الطرق الصوفية انتشارًا يليها المولوية.
بحسب كلية الشؤون الدولية والعامة في جامعة كولومبيا انخفضت أعداد ونسب العرب من أهل السنة والجماعة بسبب الحرب الأهلية السورية، حيث تضاءلت نسبة العرب من أهل السنة والجماعة 59.1% أو 12.6 مليون نسمة في منتصف عام 2010 إلى 48.0% أو 8.8 مليون في منتصف عام 2018. بالمقابل ارتفعت نسبة وأعداد الطائفة العلوية من 11.8% أو 2.5 مليون في 2010 إلى 17.2% أو 3.1 مليون نسمة في منتصف عام 2018.

### الإدارة
يتولى تنظيم الشأن الإسلامي في البلاد، وزارة الأوقاف التي تشرف على المساجد التي يبلغ عددها حوالي 10,000 مسجد يضم 4,000,000 مصلي أسبوعيًا، إلى جانب المصليات والجمعيات الخيرية الإسلامية، وهي ذات موزانة خاصة مستقلة عن الموزانة العامة للدولة. ويتولى شؤون الإفتاء سلك تابع للوزارة في المناطق والمحافظات، يرأسهم مفتي الجمهورية المعيّن من قبل الرئيس بمرسوم، وهو مستقل عن وزارة الأوقاف.
وتحوي البلاد منذ العام 2004 حين سمح للقطاع الخاص الاستثمار في المصارف، على عدد من المصارف الإسلامية وجميعها من القطاع الخاص. وقد قامت الحكومة عام 2011 بإطلاق قناة دينية حكومية أي ممولة من أموال دافعي الضرائب اسمها «قناة نور الشام» وبحسب مصدريها فإن رسالتها هي نشر الإسلام المعتدل، ولعلّ من أبرز الفقهاء ورجال الدين المسلمين حديثًا في سوريا محمد سعيد رمضان البوطي وهو خطيب الجامع الأموي في دمشق وهناك أيضًا أحمد بدر الدين حسون وعلي الشعيبي.

### المدارس والمعاهد الشرعيّة
تمثل المدارس الشرعيّة الطريقة التقليدية لاكتساب العلوم الشرعيّة وهي واحدة من أبرز مجالات التعليم الأهلي غير الربحي وتشكل أحد فروع التعليم الثانوي في سوريا إلى جانب العام والمهني. تشرف وزارة الأوقاف على إدارة المدارس الشرعيّة العامة وتقوم بتحديد مناهجها وسائر تفاصيل الخطة التدريسيّة فيها وتدرس أيضًا كافة مواد التعليم العام الثانوي الأدبي وتعتبر شهادتها منذ العام 1971 معادلة لشهادة التعليم الثانوي العام الأدبي وهو ما يتيح لخريجيها إكمال دراستهم بمختلف الفروع والاختصاصات في الجامعات الممولة من قبل الحكومة. وإلى جانب التمويل الوزاري لهذه الثانويات فإن التبرعات الأهليّة تسدّ جزءًا كبيرًا من حاجاتها وتقترب بها من نظام المدارس الأهلية الخاصة ومعظم هذه التبرعات تأتي من أموال الزكاة.
وقد أنشأت وزارة الأوقاف صندوق«دعم وتمويل التعليم الشرعي» الذي يعمل على جمع التبرعات من المواطنين لبناء مدارس وثانويات شرعية جديدة، وتقديم الأموال للعاملة منها.
أما النوع الثاني من المدارس الشرعيّة، فهي المدارس الشرعيّة الخاصة أو الأهليّة التي تتبع نظريًا لوزارة الأوقاف بينما يتولى المجتمع الأهلي كل مسؤوليات إدارتها والإنفاق عليها، غير أن النظام التعليمي في سوريا لم يعترف بشهادتها على غرار الاعتراف بشهادة الثانويات الشرعيّة وهو ما يدفع بعض خريجيها إلى متابعة دراساتهم الجامعيّة والعليا في كليات خارج الجمهوريّة. أما المناهج فيها فقد كانت غير ثابتة وترتبط بالمدرس نفسه، لذلك فهي تعرضت لعدد من الانتقادات مثل الدكتور محمد العكام الذي عبّر عن وجود «ضروب من التمذهب» من قبل المدرسين الذين يعملون فيها، ودعا وزارة الأوقاف للإشراف على وضع مناهج تعدها لجان علمية تتميز «بالمضامين الروحية والوسطية»، أما الآن فقد وضعت وزارة الأوقاف منذ عدة سنوات مناهج شرعية موحدة لجميع الثانويات الشرعية وتضم سبعة مواد هي: الفقه الشافعي، والحديث الشريف، والعقيدة الإسلامية، والسيرة النبوية، والتفسير والاستحفاظ، والتلاوة والتجويد، والخطابة ويبلغ عدد هذه المدارس في سوريا نحو 220 مدرسة في عام2013 حسب وزارة الأوقاف.
بعد السماح للقطاع الخاص بالاستثمار في الشأن التعليمي، استحدث عدد من المعاهد الشرعيّة المتوسطة والعاليّة، ويشكل معظمها فروعًا لجامعات أخرى خارج سوريا ومن أبرزها مجمع أبي النور الإسلامي الذي يشمل أيضًا كليّة لتعليم اللغة العربية لغيرالناطقين بها، ومعهد الفتح الإسلامي وهو فرع لجامعة الأزهر في القاهرة يتيح التخصص في أصول الدين وعلوم الشريعة الإسلامية واللغة العربية، وتمولها الدولة من أموال دافعي الضرائب وتم دمجها لاحقاً في معهد الشام العالي للدراسات الدينية واللغة العربية.

## الأهمية الدينية
لم تذكر سوريا صراحة في القرآن غير أن علماء الدين وفقهائه أشاروا إلى مكانة متميزة لبلاد الشام عمومًا في القرآن والسيرة النبوية، فقد ذهب المفسرون إلى كون مطلع سورة الإسراء: "سُبْحَانَ الَّذِي أَسْرَى بِعَبْدِهِ لَيْلًا مِنَ الْمَسْجِدِ الْحَرَامِ إِلَى الْمَسْجِدِ الْأَقْصَى الَّذِي بَارَكْنَا حَوْلَهُ لِنُرِيَهُ مِنْ آيَاتِنَا إِنَّه هُوَ السَّمِيعُ الْبَصِيرُ". إشارة مباشرة ليس فقط إلى القدس وفلسطين بل إن عبارة "بَارَكْنَا حَوْلَهُ" تشير إلى بلاد الشام قاطبة بما في ذلك سوريا، وكذلك الحال بالنسبة لتفسير مطلع سورة التين: "بِسْمِ اللَّهِ الرَّحْمَنِ الرَّحِيمِ وَالتِّينِ وَالزَّيْتُونِ." فقد وجد فقهاء الدين أن الزيتون إشارة إلى القدس التي تشتهر بزيتونها بل إن الجبل القريب منها يدعى «جبل الزيتون» أما التين فهو إشارة دمشق التي تشتهر بهذا النوع من الفاكهة. وتبدو سورة الأنبياء تشير أيضًا إلى سوريا بشكل غير مباشر في هذه الآية: "وَنَجَّيْنَاهُ وَلُوطًا إِلَى الْأَرْضِ الَّتِي بَارَكْنَا فِيهَا لِلْعَالَمِينَ". والآية تشير إلى النبي إبراهيم والنبي لوط الذين غادرا العراق نحو بلاد الشام والتي نعتت بكونها الأرض المباركة للعالم.
كذلك فلها مكانة مميزة في الأحاديث النبوية أي مجموع الأقوال المنسوبة للنبي محمد منها: "يا طوبى للشام. يا طوبى للشام. يا طوبى للشام». قالوا: يا رسول الله وبم ذلك؟ قال: «تلك ملائكة الله باسطو أجنحتها على الشام". وأيضًا "فسطاط المسلمين بأرض يقال لها الغوطة. فيها مدينة يقال لها دمشق. خير منازل المسلمين يومئذ." وتشير بعض الأحاديث أيضًا أن فعّاليات يوم القيامة ستتم في بلاد الشام. خلال التاريخ الإسلامي كانت سوريا مسرحًا لقيام عدد من الدول والأحداث الهامة أبرزها قيام الدولة الأموية والدولة الزنكية، وتدعى دمشق في أدبيات القرون الوسطى «بالشام الشريف» إبرازًا لأهميتها وموقعها. كذلك فإن البلاد تشتهر بالمقامات وقبور الأولياء بعضهم اشتهروا في التاريخ أو كانوا من آل البيت، وبضعهم الآخر كانوا ذي سيرة صالحة لدى سكان قريتهم أو منطقتهم فتحولت قبورهم إلى مناطق يقصدها سكان المنطقة والمناطق المجاورة تبركًا.

## مواقع خارجية
- وزارة الأوقاف السورية.
- دار الإفتاء والتدريس الديني في حلب.
- الموقع الرسمي للعلامة محمد سعيد رمضان البوطي.